# STS-66
STS-66 byla mise raketoplánu Atlantis. Celkem se jednalo o 66. misi raketoplánu do vesmíru a 13. pro Atlantis. Cílem letu mise bylo vynesení satelitů Atlas-3 a CRISTA-SPAS na oběžnou dráhu.

## Posádka
- Donald R. McMonagle (3)velitel
- Curtis L. Brown Jr. (2) pilot
- Ellen Ochoaová (2) letový specialista 1
- Joseph R. Tanner (1) letový specialista 2
- Jean-François Clervoy (1) letový specialista 3, ESA
- Scott E. Parazynski (1) letový specialista 4

V závorkách je uvedený dosavadní počet letů do vesmíru včetně této mise.